# الغرقة (لحج)
الغرقة هي إحدى قرى الجمهورية اليمنية. وهي تتبع جغرافيًا لمحافظة لحج. وإداريًا لمديرية طور الباحة. يبلغ تعداد سكانها 1073 نسمة حسب الإحصاء الذي جرى عام 2004.